# Risøyhamn
Risøyhamn is een dorp op het eiland Andøya en maakt deel uit van de gemeente Andøy in de provincie Nordland, Noorwegen. De gemeente telt 222 inwoners.
Op het eiland bevindt zich de aanleghaven van Hurtigruten veerdienst. Deze veerdienst ontsluit onder andere Andenes, een belangrijke visserhaven en startplaats is van walvissafari's. Bovendien is er een belangrijke NAVO luchtmachtbasis.
Risøyhamn was vroeger een zeer actieve handelspost voor de platbodem schepen die door de Risøysundet voeren. Stromingen en getijden voerden echter zand mee zodat de diepte van de zee-engte verminderde. Op bepaald ogenblik was deze minder dan een meter diep over een lengte van 125 m. De eerste baggerwerken werden georganiseerd door Richard With, de stichter van Hurtigruten. Hij had hier een handelspost gekocht en had zich in 1875 hier gevestigd.
Tot in 1922 werd Vesterålen niet door de Hurtigruten aangedaan. Men voer toen rechtstreeks van Harstad naar Svolvær. In dat jaar werd de 4.5 km lange en 6 meter diepe vaargeul tussen Andøya en Hinnøya, de Risøyrinne, uitgebaggerd zodat de haven bereikbaar werd voor grotere schepen.
Andøya is met Hinnøya verbonden door de Andøybrug die 750 meter lang is.